# Joachim Friedrich Reinelt
Joachim Friedrich Reinelt (Neurode, Silezië, 21 oktober 1936) is een Duits geestelijke en bisschop van de Rooms-Katholieke Kerk.
Reinelt was na zijn priesterwijding kapelaan, pastoor en deken in het bisdom Dresden-Meissen. Op 2 januari 1988 benoemde paus Johannes Paulus II hem tot bisschop van Dresden-Meissen. Op 20 februari 1998 werd hij gewijd.
Zoals het kerkelijk recht vereist, bood Reinelt de paus zijn ontslag aan toen hij 75 jaar werd. De paus echter verzocht  Reinelt aan te blijven, tot een opvolger was benoemd. Die opvolger werd Heiner Koch.